# Monte Aia dei Diavoli
Il monte Aia dei Diavoli è una montagna del gruppo delle Colline Metallifere, alta 875 m. Vi nascono numerosi fiumi, quali il Cornia ed alcuni affluenti del Cecina.